# Vegetationsbrand
Vegetationsbrände (im Englischen wildfire genannt) sind eine spezielle Art von Bränden (Schadfeuern). Unter Vegetationsbrand als Oberbegriff versteht man:
- Flurbrände
- Waldbrände
  - Buschfeuer in Australien